# Zremb Gorzów
Zremb Gorzów – przedsiębiorstwo z siedzibą w Zawarciu, dzielnicy Gorzowa Wielkopolskiego.

## Historia
Zakład powstał w 1955 roku jako Gorzowskie Zakłady Mechanizacji Budownictwa „Zremb”. Zatrudniały one ponad 700 osób, produkując suwnice pomostowe, bramowe i dźwigi. W 1994 roku przedsiębiorstwo zostało sprywatyzowane.

## Stan obecny
Obecnie przedsiębiorstwo jest holdingiem i jego obecna nazwa brzmi: Holding-Zremb Gorzów S.A. W skład holdingu wchodzą:
- Meprozet Drezdenko
- Metpol Barlinek
- Rembud Zremb

Holding zatrudnia razem 300 osób.

## Produkty
Holding produkuje m.in. urządzenia dźwignicowe, konstrukcje budowlane spawane i skręcane, konstrukcje stalowe hal produkcyjnych, mostów, konstrukcje pomostów i uzbrojenia suwnic, elementy konstrukcji okrętowych dla przemysłu stoczniowego, urządzenia do wyposażenia ferm hodowlanych, wózki do transportu kwiatów, kontenery.